# Slibverwerking Noord-Brabant
Slibverwerking Noord-Brabant (SNB) is het grootste slibverwerkingsbedrijf van Europa. Het is in eigendom van enkele waterschappen. De verbranding van slib door SNB levert energie op, die het bedrijf teruglevert aan het elektriciteitsnet. In 2009 verwerkte SNB 27% van al het Nederlandse zuiveringsslib van rioolwaterzuiveringen.